# Badjob
Badjob est un village de la région du Centre du Cameroun. Il est localisé dans l'arrondissement (commune) de Messondo. On y accède par la voie routière qui lie Éséka à Bidjocka et à Messondo ou par la voie ferroviaire entre Douala et Yaoundé.

## Population et société
En 1963, la population de Badjob était de 342 habitants. Badjob comptait 2 472 habitants lors du dernier recensement de 2005. La population est constituée pour l’essentiel de Bassa.